# Calamus rotang
Calamus rotang L., rotang o ratán es una especie de palma perteneciente a la familia de las arecáceas.

## Descripción
Es una de las palmas utilizadas para la elaboración de muebles, cestas, bastones, paraguas, cuadros y objetos de mimbre. Se encuentra en el sudoeste de Asia en el sur de la India y Sri Lanka donde alcanza los 10 metros o más, con un tallo delgado y duro de unos pocos centímetros de diámetro. Es muy flexible y de grosor uniforme, con frecuencia tiene vainas y pecíolos armados con espinas orientados hacia atrás que lo capacitan para trepar en otras plantas. Tiene hojas pinnadas, alternas, de 60-80 cm de largo, armadas con dos filas de espinas en la cara superior.
Las plantas son dioicas, y las flores se agrupan en inflorescencias atractivas, rodeadas de espinas. Los frutos son comestibles y se encuentran cubiertos de brillantes e imbrincadas escamas de color marrón rojizo, son astringentes y exudan una resina de color rojo que es medicinal y comercialmente conocida como «sangre de drago».
Las cañas son buscadas y alcanzan gran valor, pero en gran medida se sustituyen por otras plantas, tales como el bambú, junco y mimbre de sauces.

## Taxonomía
Calamus rotang fue descrito por Carlos Linneo  y publicado en Species Plantarum 1: 325. 1753.
Etimología
Calamus: nombre genérico que deriva del griego calamos = caña, en referencia al parecido con los delgados tallos del bambú.
Sinónimos
- Calamus monoecus Roxb.
- Calamus roxburghii Griff.
- Draco rotang Crantz
- Palmijuncus monoecus (Roxb.) Kuntze
- Rotang linnaei Baill.
- Rotanga calamus Crantz[4][5]

## Nombres comunes
- caña de Bengala, caña de Indias[6]